# Сілвер-Самміт (Юта)
Сілвер-Самміт (англ. Silver Summit) — переписна місцевість (CDP) в США, в окрузі Самміт штату Юта. Населення — 1694 особи (2020).

## Географія
Сілвер-Самміт розташований за координатами 40°44′29″ пн. ш. 111°29′16″ зх. д. / 40.74139° пн. ш. 111.48778° зх. д. (40.741445, -111.487747).  За даними Бюро перепису населення США в 2010 році переписна місцевість мала площу 43,96 км², з яких 43,93 км² — суходіл та 0,02 км² — водойми.

## Демографія
Згідно з переписом 2010 року, у переписній місцевості мешкали 3632 особи в 1131 домогосподарстві у складі 922 родин. Густота населення становила 83 особи/км².  Було 1498 помешкань (34/км²).
Расовий склад населення:
| - 93,6 % — білих - 0,6 % — корінних американців - 0,6 % — азіатів - 0,2 % — чорних або афроамериканців - 3,2 % — осіб інших рас |

До двох чи більше рас належало 1,9 %. Частка іспаномовних становила 6,7 % від усіх жителів.
За віковим діапазоном населення розподілялося таким чином: 31,1 % — особи молодші 18 років, 64,4 % — особи у віці 18—64 років, 4,5 % — особи у віці 65 років та старші. Медіана віку мешканця становила 39,0 року. На 100 осіб жіночої статі у переписній місцевості припадало 107,8 чоловіків;  на 100 жінок у віці від 18 років та старших — 108,3 чоловіків також старших 18 років.
Середній дохід на одне домашнє господарство  становив 188 476 доларів США (медіана — 133 068), а середній дохід на одну сім'ю — 201 139 доларів (медіана — 141 694). Медіана доходів становила 96 786 доларів для чоловіків та 51 791 долар для жінок. За межею бідності перебувало 3,9 % осіб, у тому числі 3,6 % дітей у віці до 18 років та 0,0 % осіб у віці 65 років та старших.
Цивільне працевлаштоване населення становило 1867 осіб. Основні галузі зайнятості: освіта, охорона здоров'я та соціальна допомога — 25,4 %, науковці, спеціалісти, менеджери — 19,4 %, мистецтво, розваги та відпочинок — 13,3 %, виробництво — 10,6 %.